# Kuźma Dmitrijew
Kuźma Dmitrijewicz Dmitrijew (ros. Кузьма Дмитриевич Дмитриев; ur. 20 października?/1 listopada 1898 w Żylnie w guberni pskowskiej, zm. 7 maja 1971 w ZSRR) – radziecki i polski wojskowy, generał major lotnictwa Wojskowych Sił Powietrznych Armii Czerwonej, generał brygady w ludowym Wojsku Polskim.

## Życiorys
Od sierpnia 1918 roku był żołnierzem Armii Czerwonej. Walczył z Korpusem Czechosłowackim i oddziałami admirała Kołczaka. Od listopada 1919 roku dowodził drużyną, a od marca 1920 roku - plutonem. Od sierpnia 1921 roku był instruktorem politycznym kompanii w 39 Pułku Strzeleckim, a później instruktorem obsługi w kompanii karabinów maszynowych. W 1927 roku ukończył kurs doskonalenia kadr średniego szczebla w 2 Moskiewskiej Szkole Piechoty. Od września 1929 roku był dowódcą batalionu. W maju 1932 roku został pomocnikiem szefa sztabu 28 Grupy Lotniczej. Od 1936 roku kierował oddziałami w Dowództwie Sił Powietrznych Białoruskiego Okręgu Wojskowego. Od sierpnia 1939 roku był szefem sztabu lotnictwa 11 Armii. W maju 1942 roku został dowódcą lotnictwa 11 Armii. 10 listopada tego roku został awansowany na generała majora lotnictwa. W lutym został wyznaczony na stanowisko zastępcy dowódcy 6 Armii Lotniczej.
31 października 1944 roku został przeniesiony do służby w ludowym Wojsku Polskim, w stopniu generała brygady. 21 września 1945 roku zakończył służbę w Wojsku Polskim i powrócił do Armii Czerwonej. Od lipca 1946 roku był dowódcą Sił Powietrznych Taurydzkiego (Krymskiego) Okręgu Wojskowego. W lutym 1954 roku został przeniesiony w stan spoczynku.
Zmarł 7 maja 1971 i został pochowany na cmentarzu Abdal w Symferopolu.

## Ordery i odznaczenia
- Order Czerwonego Sztandaru (ZSRR, sześciokrotnie: w tym: 1938, 1942, trzykrotnie w 1944)
- Order Wojny Ojczyźnianej I stopnia (ZSRR, 1945)
- Order Kutuzowa II stopnia (ZSRR, 28 kwietnia 1944)
- Medal jubileuszowy „XX lat Robotniczo-Chłopskiej Armii Czerwonej” (ZSRR)
- Krzyż Komandorski Orderu Odrodzenia Polski (1945)
- Order Krzyża Grunwaldu III klasy (11 maja 1945)[1]